# 실록
실록(實錄)은 주로 동아시아의 왕조 국가에서 편찬한 역사서이다. 해당 시대의 사관들이 작성한 사료를 바탕으로, 역대 군주들의 치세 기간에 있었던 각종 사실들을 주로 편년체(編年體)로 기록한 것이다.
원래는 "사실을 있는 그대로 기록한 역사" 또는 "믿을만한 기록" 등의 뜻으로 쓰이던 일반 명사에 가까운 단어였으나, 훗날 실록 편찬이 관례화되면서 특정한 역사 기록물을 부르는 명칭이 되었다.

## 각국의 실록

### 중국
실록을 가장 먼저 편찬한 국가는 중국의 양나라이다. 양나라 무제(武帝) 시기의 내용을 기록한 《양황제실록(梁皇帝實錄)》이 문헌상 나타나는 가장 오래된 실록이나 현존하지는 않는다. 한편 실록 편찬 제도가 제대로 성립된 것은 당나라 때로, 이후 송나라를 거치며 체제가 지속적으로 정비되어 청나라 광서제 때까지 계속 편찬되었다. 실록은 황제가 붕어한 후 기거주(起居注)를 주 자료로 하여 편찬되었으며, 이렇게 편찬된 실록을 바탕으로 하여 중국의 정사(正史)가 만들어졌다.
현존하는 실록으로는 문인 한유(韓愈)의 개인문집 《한창려집(韓昌黎集)》외집에 일부 수록된 당나라의 《순종실록(順宗實錄)》과 북송의 《태종실록(太宗實錄)》80권 중 20권, 《황명실록(皇明實錄)》13부 2,964권 및 《대청역조실록(大淸歷朝實錄)》12부 4,404권이 있다. 《황명실록》의 경우 대부분 황제 중심의 기록을 하고 있으며, 실록이 편찬된 후 후대의 황제나 대신들이 열람할 수 있었기 때문에 사관의 논평을 실을 수 없었다. 그리고 《대청역조실록》의 경우 한자와 몽골어, 만주어 등 3개 언어로 기록되어 있으며, 본문 중간중간에 삽화가 들어가있는 것이 특징이다.

### 한국
한국에서 기록상 존재했던 것으로 여겨지는 최초의 실록은 《고려사(高麗史)》의 기본 사료가 된 《고려실록(高麗實錄)》이며, 조선이 건국된 후 공민왕과 공양왕의 실록이 편찬되었다는 기록이 있다. 그러나 《고려실록》은 임진왜란 등의 전란을 거치며 소실된 것으로 알려져 있다.
1392년 조선이 건국된 후에는 각 왕이 사망한 후 《조선왕조실록(朝鮮王朝實錄)》이 편찬되었으며, 편찬 후에는 내용의 손실을 방지하기 위해 여러 부를 인쇄하여 전국 각지에 보관케 하였다. 그리하여 오늘날 472년간 1,893권에 이르는 방대한 양의 실록이 남게 되었으며, 이는 유네스코의 세계기록유산으로 지정되었다. 조선의 실록은 기록의 객관성과 공정성을 지키기 위해 왕이라도 사초를 마음대로 볼 수 없었으며, 사신의 논평이 수록된 점이 특징이다. 단 일제강점기의 《고종태황제실록》과 《순종효황제실록》은 이러한 규정이 제대로 지켜지지 않은 상태에서 편찬되었기 때문에 《조선왕조실록》에 포함되지 않는 경우가 많다. 실제로 유네스코의 세계기록유산에 지정된 《조선왕조실록》은 이들 두 실록을 제외한 것이다.
《조선왕조실록》원본은 대한민국 서울대학교 규장각과 부산광역시의 국가기록원, 조선민주주의인민공화국의 평양특별시 인민대학습당에 있다. 대한민국 국사편찬위원회가 《조선왕조실록》 전체를 인터넷을 통해 공개중이며, 이는 누구나 열람이 가능하다. 조선민주주의인민공화국에서는 《조선왕조실록》을 한글로 번역하여 출간하였으며, 제목은 《리조실록》으로 바꾸었다.

### 일본
일본의 정사 중 〈실록〉이라는 이름이 붙은 것은 《일본 몬토쿠 천황 실록(日本文徳天皇実録)》과 《일본 삼대 실록(日本三代実録)》이 있다. 단 《일본 삼대 실록》같은 경우 세이와 천황(清和天皇)을 비롯한 3명의 천황 통치 시기에 있던 사실들을 기록하는 등, 중국과 대한민국의 〈실록〉과는 다소 차이를 보인다.
현재도 황실이 존재하는 일본에서는 고메이 천황(孝明天皇) 이후 궁내성에 의해 《고메이 천황기(孝明天皇紀)》, 《메이지 천황기(明治天皇紀)》, 《다이쇼 천황기(大正天皇紀)》등이 편찬되었으며, 2014년 궁내청에 의해 《쇼와천황실록(昭和天皇)》의 편찬이 완료되어 같은 해 8월 21일에 아키히토 천황(明仁天皇)과 미치코 황후(美智子皇后)에게 전달되었다.

### 베트남
베트남에서도 실록이 편찬되었으며, 그 대표적인 예로 응우옌 왕조(阮朝)의 《대남실록(大南實錄)》 584권 등이 있다. 《대남실록》의 경우 편년체와 기전체가 혼합되어 있는 것이 특징이다.

## 같이 보기
- 정사
- 고려실록
- 조선왕조실록